# (78577) JPL
Pour les articles homonymes, voir JPL (homonymie).
(78577) JPL est un astéroïde de la ceinture principale.

## Description
(78577) JPL est un astéroïde de la ceinture principale. Il fut découvert le 10 septembre 2002 à Wrightwood par James Whitney Young. Il présente une orbite caractérisée par un demi-grand axe de 2,94 UA, une excentricité de 0,10 et une inclinaison de 0,7° par rapport à l'écliptique.

## Compléments